# Teatro universitario
Teatro universitario se llama al teatro producido desde la universidad o que mantiene un fuerte nexo con ésta. Se asocia al fenómeno del teatro independiente, tanto por no tener que seguir las leyes del mercado (como sí ocurre con el teatro profesional y el teatro aficionado), como por la propia formación intelectual de sus integrantes, generando productos y dramaturgias dirigidas a un público más específico, bien con una apuesta más conceptual, comprometida o pedagógica.

## Características

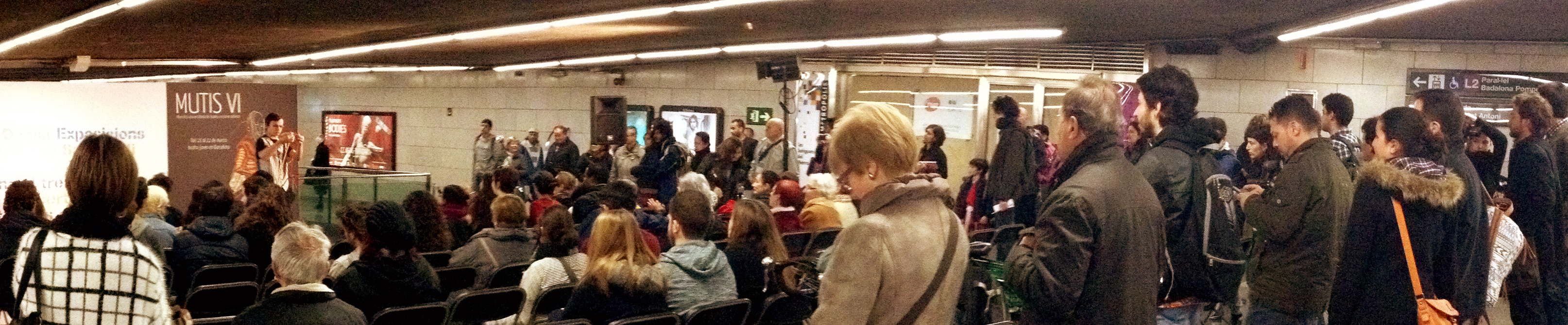
Artes escénicas en espacios no canónicos como en el Hall de la estación Universitat del Metro de Barcelona (TMB) en 2015.

El teatro universitario es muy heterogéneo, ni por nivel ni por estética no siempre se puede distinguir de otros tipos de teatro pero se trata de un sector con una identidad propia, conformador de nuevos públicos con un mayor nivel crítico y una potencialidad propedéutica: capacidad para aunar en él conocimientos que pueden relevarse útiles en otros campos, algo muy útil para completar la formación académica del estudiante con habilidades tales como mejorar su resiliencia, su capacidad para expresarse en público o trabajar en equipo.
El teatro universitario tuvo en los primeros tiempos que podemos estudiar una clara tendencia ecléctica:
- Aunar lo clásico y lo vulgar, lo formal y lo informal.
- Coexistencia de varias lenguas.
- Mayor presencia de referencias literarias o intertextualidad.
- Contemporaneidad de elementos religiosos y mitológicos.
- Rotura o reinterpretación constante de las leyes aristotélicas.

Otras características más actuales son:
- Metateatralidad.
- Itinerancia o nomadismo.
- Capacidad para adecuarse a espacios no convencionales.
- Uso mínimo de recursos de escenografía y luces.
- Multiplicidad de roles (el actor es además escenógrafo, tramoyista, apuntador).

## Historia

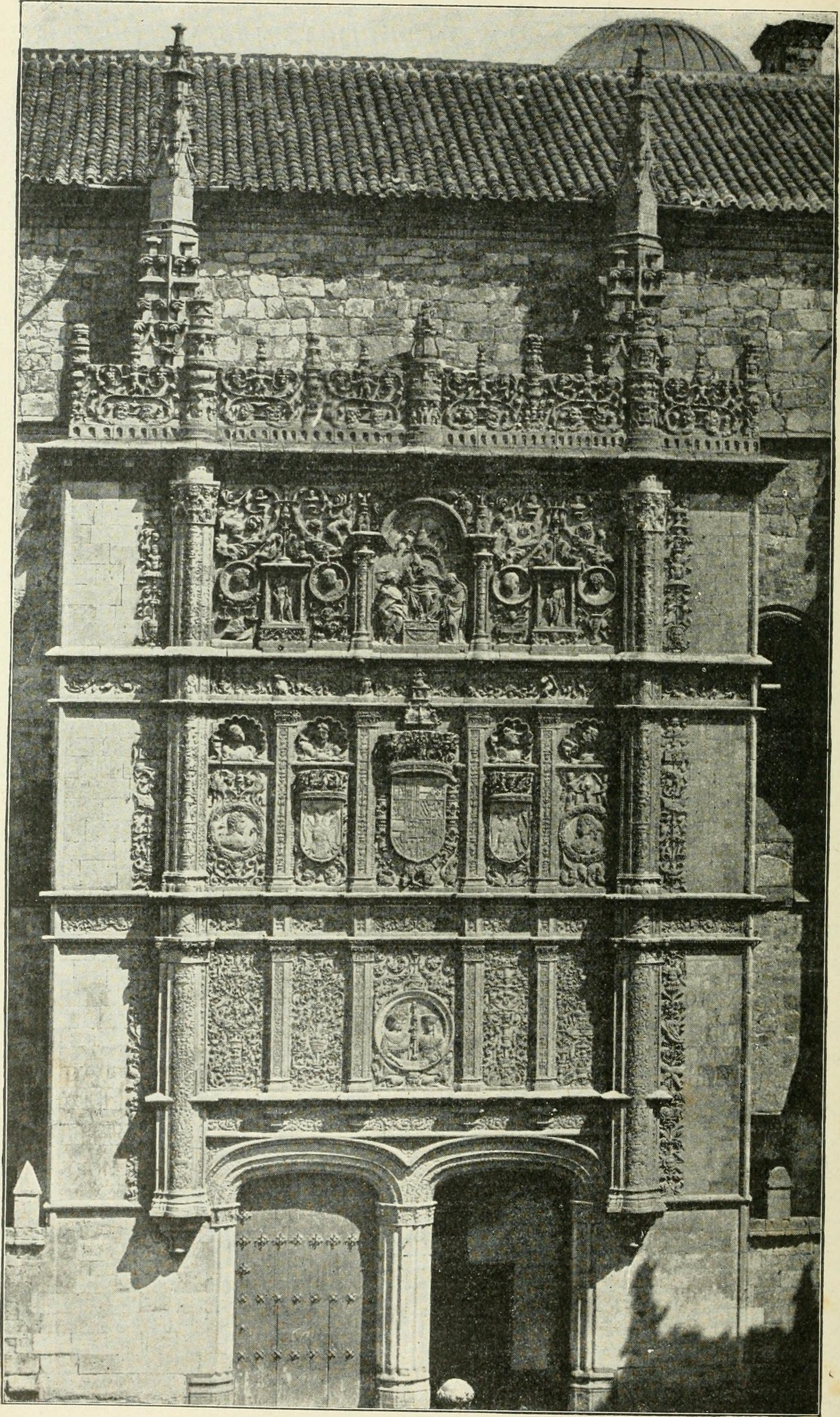
Fachada de la Universidad de Salamanca, la primera en ostentar el título de Universidad.

Las primeras universidades, estructuras docentes de grado superior reguladas con capacidad de conceder titulaciones, surgirán en Europa a partir del siglo XII. Aparecen en un momento de la historia de occidente en que se crea una paradoja: por un lado el teatro es denostado por las autoridades eclesiásticas, mientras que por el otro estas mismas estructuras que impiden que queden vestigios de los usos y la vigencia del teatro se sirven de este arte (junto con la pintura, la música y la escultura) para evangelizar a un pueblo eminentemente analfabeto. Siendo la universidad un espacio bajo control de la iglesia tendrá más margen para apadrinar este arte encontrando una libertad temática y formal mucho mayor a cualquier otra manifestación religiosa gracias a su acceso a los textos clásicos.

### La Baja Edad Media y la aparición de la universidad
La aparición de estructuras de enseñanza reglada en Europa con título de Universidad data del siglo XIII aunque algunas escuelas ya iniciaran su actividad durante el siglo XI o incluso antes y fueran adecuando paulatinamente sus infraestructuras o estructura interna para convertirse en una como ocurrió con la Universidad de Bolonia para cuya fundación se acepta comúnmente la fecha de 1088 cuando comenzó a impartir estudios de jurisprudencia y que sin embargo no obtuvo sus estatutos hasta 1317.
Durante la mayor parte de la Edad Media en Europa se produce por influjo religioso una denostación y persecución por parte de la iglesia de las actividades teatrales que se traduce en una equiparación del oficio del actor al de la prostitución y al igual que al segundo se la evita citar en las crónicas así como en las pinturas, de manera que la mayoría de informaciones que nos han pervivido son de quejas y legislaciones encaminadas a acotar o recriminar que personas de fe asistieran o participaran en representaciones teatrales paganas. Y es precisamente que gracias a éstas sabemos que el teatro aun estando mal visto era frecuentado y alentado incluso en algunos estamentos religiosos, por tener estos mayor margen de maniobra y acceso a textos clásicos, de tal manera que a día de hoy las únicas producciones que nos han llegado de la Baja Edad Media se podría afirmar que son producidas por clérigos y escolares:

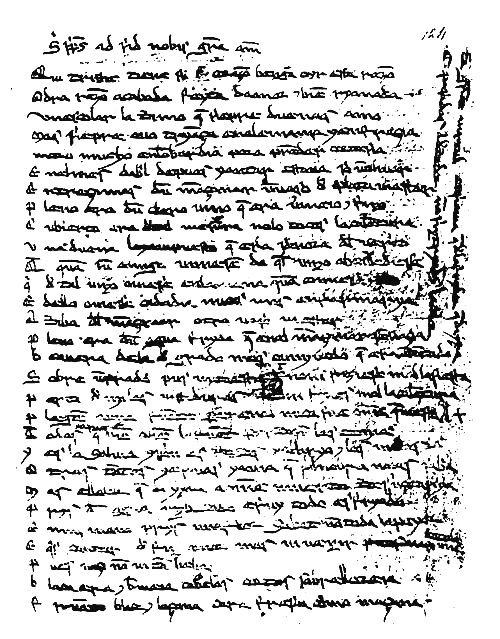
Primer folio de la "Razón de amor con los denuestos del agua y del vino",

Monjes y eclesiásticos debieron ser los autores de los primeros misterios, milagros y demás representaciones litúrgicas, y estudiantes y clérigos compusieron las llamadas comedias elegíacas. Nuestra primera composición dialogada con nombre de autor, el Debate entre el agua y el vino (S.XIII) es obra de un escolar, el Lupus de Moros que la suscribía:
“Un escolar la rrimó / que siempre dueñas amó.”
Hay que decir que la producción clerical no era solo religiosa, sino que incluía la elaboración de los populares “juegos de escarnio”. Lo sabemos porque el mismo Alfonso X trató de censurar –probablemente con poco éxito- su representación en lugares sagrados. (Partida I tit. VI Ley 34 Alfonso X). El mismo arcipreste de Hita se vanagloriará de haber escrito piezas de danza y trovas para “escolares que andan nocheriegos.”
No existen pruebas documentales a favor o en contra que tales representaciones acontecidas en la universidad fueran públicas antes del siglo XVI a excepción de la Universidad de París, pero es más que plausible que no fuera un hecho aislado.
Por otro lado el acceso a textos clásicos es habitual en las universidades, por ejemplo se utilizaban citas de Terencio para enseñar gramática. Además de hacerse lecturas de las comedias del popular autor latino se conocían las de Plauto y las tragedias de Séneca. Precisamente gran parte de las obras producidas en el siglo XV cuando se tuvo acceso a la imprenta son de marcada inspiración latina.

### Renacimiento y expansión de las universidades por América

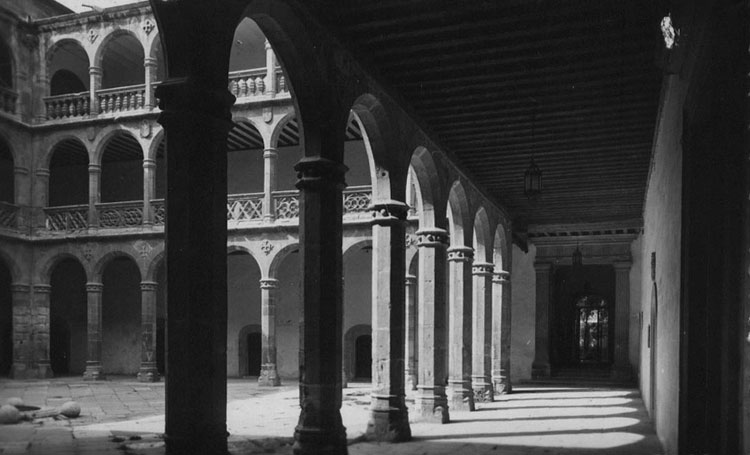
Los claustros universitarios por oportunidad, al igual que los patios palaciegos renacentistas italianos, debieron de servir para acoger obras universitarias a cielo abierto. Palacio Universitario de Santa Cruz, Valladolid.

Es en los Estatutos de la Universidad de Salamanca de 1529 que encontramos reglada la obligatoriedad de la realización de representaciones teatrales, es más, en el capítulo 61 de sus  Estatutos de 1538 podemos considerar el primer festival con premios documentado al ofrecer 6 ducados del arca de estudio a la mejor actuación. En otras universidades ocurre lo mismo, como el caso de Valencia en 1611 reflejado en sus Constituciones.

Es a partir de la segunda mitad del siglo XVI que comienza a declinar el uso hegemónico del latín en las representaciones. Es cada vez más habitual en que se cree una disglosia entre el latín y un latín muy contaminado, cuando no el uso de la nueva lengua romance. Es el caso de Niunensis de Juan de Valencia (latín-latín macarrónico-castellano) o la Egloga de Verginia Deipara (latín-gallego) o La tragedia de San Hermenergildo (latín-castellano-italiano). Siendo el uso de varias lenguas según la clase o procedencia un elemento propio de las obras universitarias, tradición que perdura hasta hoy donde es habitual en las obras de creación colectiva en zonas bilingües o en las agrupaciones compuestas con estudiantes de intercambio extranjeros.
La Compañía de Jesús
Uno de los maridajes más importantes y prolíficos entre el teatro y el sistema docente ocurrió en la segunda mitad del s. XVI con el advenimiento de la Compañía de Jesús. Su fundador San Ignacio de Loyola recogió la tradición universitaria –él mismo fue alumno de las Universidades de Alcalá, Salamanca, París y Bolonia– de realizar debates y representaciones teatrales. La regularidad, afición, respaldo económico e institucional hicieron crecer las obras en brillantez y aparato escénico. Y muchas de las obras fueron creadas ex profeso para su representación, ya sea por profesorado como alumnos: en la Biblioteca de la Real Academia de Historia de España sólo de la colección llamada de Cortes se conservan más de 100 piezas dramáticas creadas y representadas en los colegios de los jesuitas durante los siglos XVI y XVII.

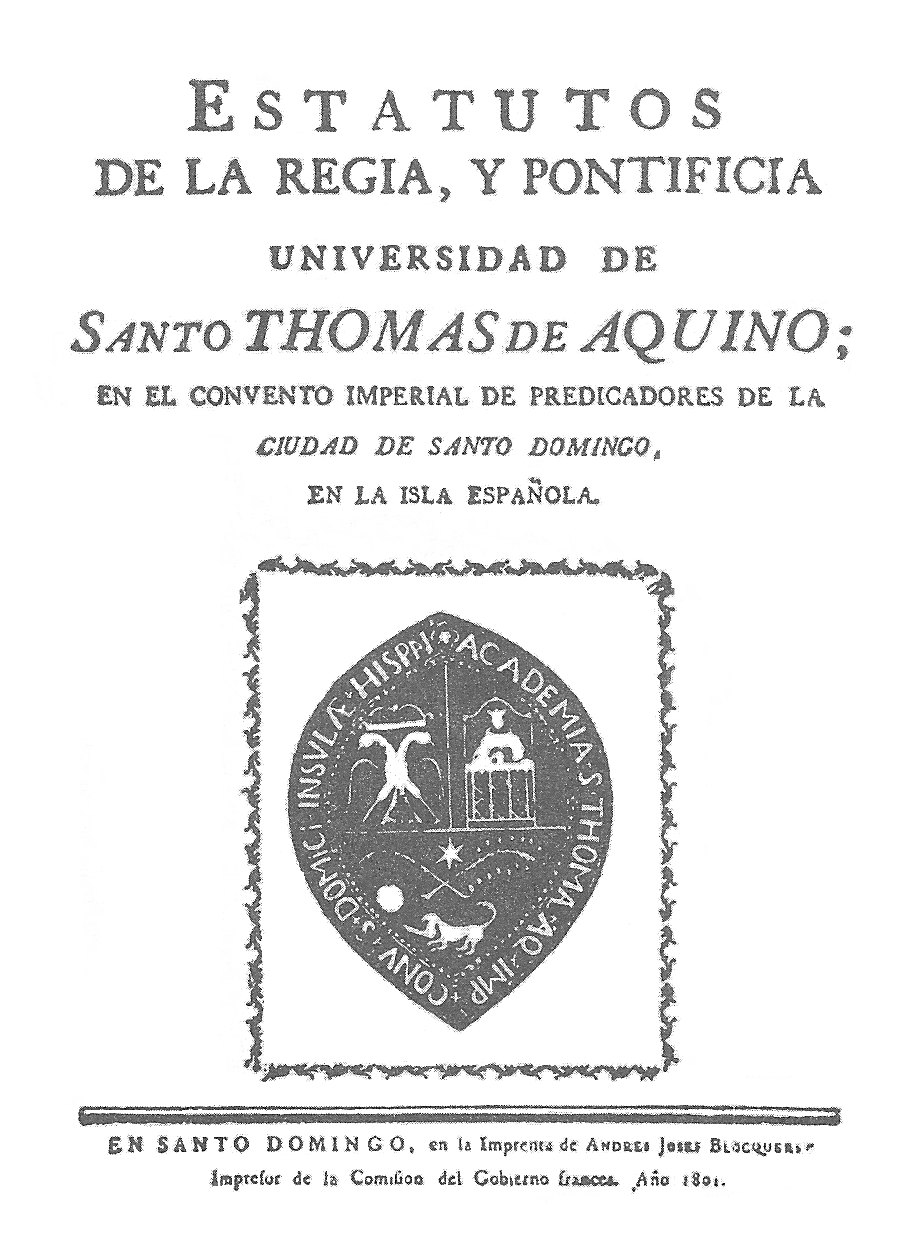
"Estatutos de la Regia, y Pontificia Universidad de Santo Thomas de Aquino; en el Convento Imperial de Predicadores de la ciudad de Santo Domingo, en la Isla Española."

Las primeras representaciones teatrales universitarias ya desde un comienzo se distinguen por su carácter ecléctico ya que aúnan el arte clásico y vulgar, usan varias lenguas, mezclan elementos cristianos y mitológicos así como hacen uso de la farsa y la tragicomedia.
Durante la época moderna y la colonización española de América y Asia se crearán una treintena de universidades siguiendo las pautas y actividades de las universidades metropolitanas, algo que no ocurrirá en las colonias inglesas, portuguesas, holandesas y francesas hasta el advenimiento de la revolución industrial y la asunción de la educación como deber por parte del estado según los preceptos de la revolución francesa. Durante el siglo XIX y principio del siglo XX el ascendente de Europa hará que surjan universidades en el resto de continentes.

### Era contemporánea
Tras la revolución francesa y la apropiación por parte del estado de la educación como derecho fundamental de sus ciudadanos hará que paulatinamente el control de las universidades pase de la iglesia al estado, o que se creen universidades estatales laicas en las nuevas repúblicas emancipadas de la metrópoli.
Durante el romanticismo se comienza a percibir un cambio fundamental en el teatro universitario. Surgen las primeras asociaciones estudiantiles formales con una clara especialización de las mismas -coro, orquesta, tuna, grupo de teatro universitario-, este paso de una unión temporal de estudiantes por convocatoria de una actividad a grupo consolidado, con nombre propio y estatutos, permitirá una mayor independencia de sus actividades, un mayor control de sus tiempos de producción y una mayor consciencia propia.
Las asociaciones más antiguas todavía en activo se encuentran en Inglaterra: en 1855 se forma en la Universidad de Cambridge el Amateur Dramatic Club (ADC) la más antigua del país y una de las más prolíficas, actualmente produce una veintena de montajes al año. Otra será la Oxford University Classical Drama Society (OUCDS) inicia sus pasos en 1879 con el Ipólito de Sófocles.
Con el tiempo el asociacionismo evolucionará en la conformación de compañías de segunda generación. Estas se diferencian en que además de poder funcionar o regirse por tradición, oportunidad y afición, se le añade una nueva característica, tener un objetivo. Esta dirección les impulsa a que sean menos pasivas y tomen la iniciativa realizando una actividad más compleja y sostenida en el tiempo, lo que hace que se aparten del teatro aficionado y se adentren en el teatro independiente.

### Teatro universitario en el siglosigloXX
La principal diferencia entre las agrupaciones teatrales universitarias con el cambio de siglo es una participación más grande de estas en la cultura y la política, hasta el punto de servir por ejemplo a jóvenes estados para propiciar, a través del T. U., el surgimiento de un Teatro Nacional propio.
Es de destacar que precisamente las dos principales ideologías emergentes (comunismo y fascismo) tomarán el teatro como un arte revolucionario, que permite cambiar la sociedad y alejarla del teatro burgués, carente de valores:
- Para el fascismo será un arma propagandística por su fuerza y capacidad de impacto par a la radio o el cine, confrontadora de la realidad y conductora de vanguardias; que por sus ritualidad y liturgia era bien vista por su ordenado potencial estético por un lado y por el otro sus puntos en común con una vuelta a las raíces cristianas. El ejemplo más claro es el que hace la Giuventú universitaria fascista en Italia.
- Para el comunismo será un arma transformadora, medio para ilustrar y liberar a la población más desfavorecida. En países socialistas como por ejemplo la España republicana -la constitución española de 1931 interpreta su artículo 45[13] como que es deber del estado no solo el proteger el patrimonio artístico e histórico y catalogarlo sino también el hacerlo llegar a sus ciudadanos- se empleó a universitarios para la realización de misiones pedagógicas con las que llevar la cultura a los pueblos más incomunicados.

La llegada de las vanguardias y el protagonismo o instrumentalización que le dieron algunos estados al teatro universitario permitieron que éste contribuyera en la renovación (o consolidación) del teatro profesional. Esta capacidad de influir y de trascender la universidad distinguirá a las diferentes agrupaciones teatrales según los tiempos políticos de cada país:

## Teatro Universitario por países

### Teatro Universitario en España

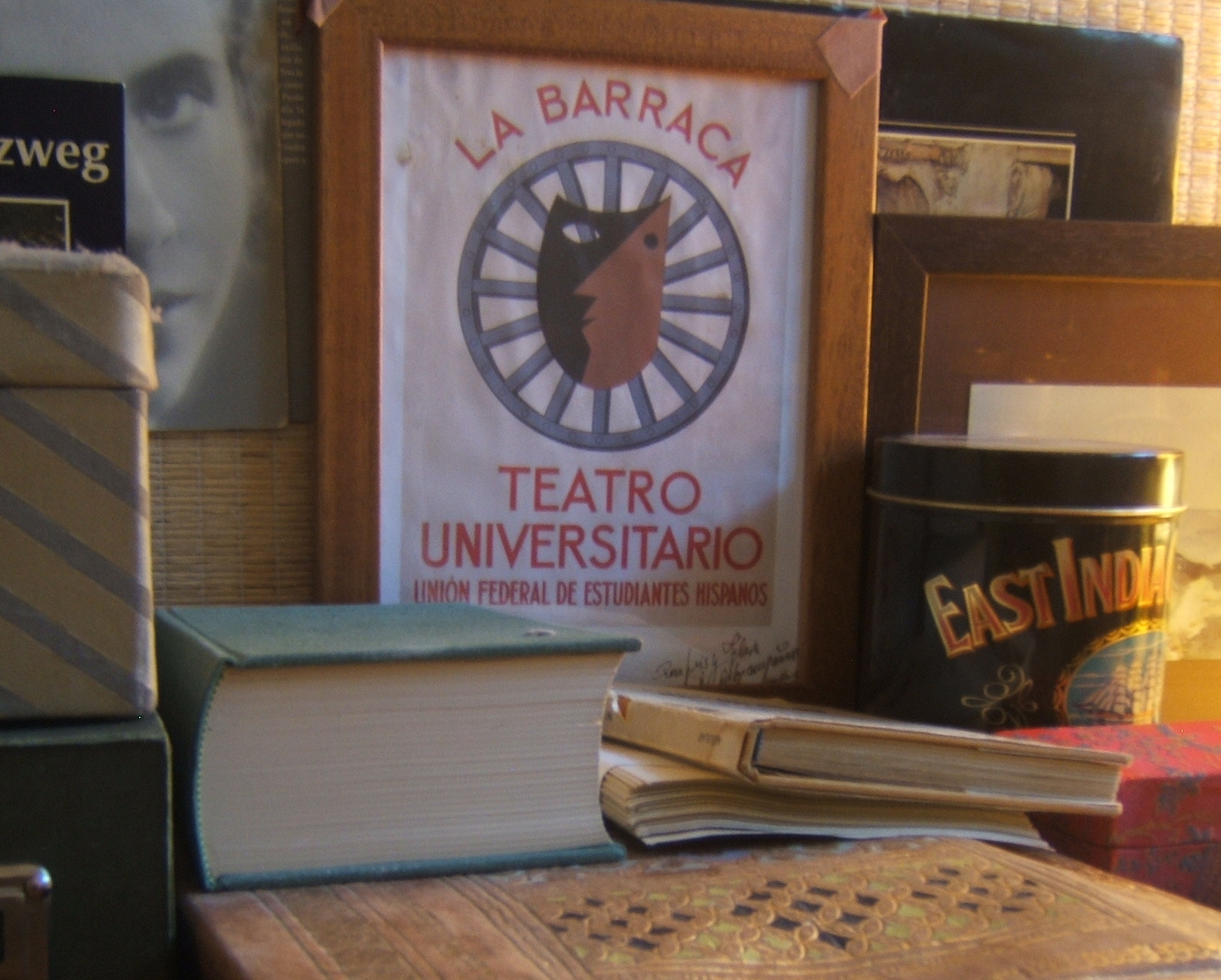
La Barraca es sin duda gracias a Federico García Lorca uno de los teatros universitarios más conocidos en todo el mundo.

Con el advenimiento de la Segunda República se duplicarán los centros escolares y se respaldará con medios la creación de misiones culturales -las conocidas misiones pedagógicas- con que llevar la música, el teatro y las demás artes a los pueblos más recónditos de España. A nivel estatal Alejandro Casona y su Teatro del Pueblo emplearán universitarios y desde la Universidad surgirá un proyecto similar, La Barraca en 1932 desde Madrid y, en 1934 desde Valencia, El Búho.

"A semejanza de la Carreta de Angulo el Malo, que atraviesa con su bullicio colorista las páginas del Quijote, el teatro estudiantil de las Misiones era una farándula ambulante, sobria de decorados y ropajes, saludable de aire libre, primitiva y jovial de repertorio. Formado por estudiantes y consagrado a auditorios sin letras, no podía ser de otra manera. Durante los cinco años en que tuve la fortuna de dirigir aquella muchachada estudiante, más de trescientos pueblos- en aspa desde Sanabria a la Mancha y desde Aragón a Extremadura, con su centro en la paramera castellana- nos vieron llegar a sus ejidos, sus plazas o sus porches, levantar nuestros bártulos al aire libre y representar el sazonado repertorio ante el feliz asombro de la aldea. Si alguna obra bella puedo enorgullecerme de haber hecho en mi vida, fue aquella; si algo serio he aprendido sobre pueblo y teatro, fue allí donde lo aprendí. Trescientas actuaciones al frente de un cuadro estudiantil y ante públicos de sabiduría, emoción y lenguaje primitivos son una educadora experiencia".
Nota preliminar a Retablo jovial, Alejandro Casona

Con la llegada de la guerra civil estas misiones se interrumpen y las agrupaciones se disuelven, sin embargo, ya durante la guerra algunos de sus excomponentes volverán al teatro universitario creando nuevos grupos, ya sea en territorio nacional, ya sea en países hispanohablantes durante el exilio. Durante la guerra el SEU, el sindicato estudiantil filofascista creado en 1933, esgrime una serie postulados abrogándole -junto con la radio y el cinematógrafo- una gran importancia al teatro por su fuerza transformadora. Sin embargo, una serie de objetivos teóricos como la transformación de la sociedad y vector de la renovación de la escena no acaban plasmándose en la realidad por falta de recursos, espacios y personal adecuado, resultando en su implantación una apropiación de las estructuras heredadas, controlando el Teatro Universitario de las universidades y cambiándole el nombre a estas agrupaciones añadiéndole "Español" para dar lugar a los TEUs de cada universidad.

"[Éstos son] tres de los objetivos fundamentales del Teatro Español Universitario: dignificación de la escena española en la medida de sus fuerzas, llegar a compenetrar de una manera absoluta a la masa estudiantil con una de las vetas más ricas de la cultura hispánica e intercambiar la clase popular española y la clase universitaria mediante recitales, representaciones, ensayos teatrales, etc."
Misión del Teatro Español Universitario, Juventud nº7, 4/04/1942 p.7.

Si bien este cambio en los grupos difusos, sin identidad propia, de tipo tradicional conocidos como Teatro Universitario se produce a medida que se recupera el pulso docente y adquieren relevancia política, ocupan portadas y trascienden la universidad, la evolución en grupo moderno no se consolida hasta la década de los cincuenta por una lucha entre el idealismo renovador de la escena burguesa y la obsesión por el control ejercida desde la censura. En un primer momento primará el control efectivo de la institución, por lo que se impone un cambio estético del nombre del TU que será sustituido por el de TEU a imagen y semejanza del SEU, el Sindicato Español Universitario. La falta de medios y personal cualificado será evidente por lo que la producción será irregular los primeros años. El cambio que asegurará la época dorada de los 50 y 60 será la incorporación de Modesto Higueras que aportará la experiencia misional y pedagógica de época republicana y la aplique en el TEU principal, el TEU de Madrid.
En 1939 Modesto Higueras había creado el Teatro Nacional de las Organizaciones Juveniles, germen y modelo que aplicará en 1941 cuando asume la dirección del Teatro Español Universitario. Su labor y consejo influirá en el resto de TEUs a medida que aparezcan y se vayan consolidando, sobre todo una vez pasada la Segunda Guerra Mundial cuando el fascismo es derrotado y el franquismo en España reduce el efecto censor.
Durante los primeros años de la década de los sesenta se calcula que pudo llegar a haber un centenar de TEUs a razón de un TEU Nacional, un TEU oficial por cada circunscripción (llegó a haber 12 circunscripciones universitarias) y, además, solía haber TEUs propios en muchas carreras: El TEU de Medicina, el TEU de Derecho, etc. Por esto actualmente, por el alto número de TEUs, más la aparición de otros grupos con el mismo acrónimo (Teatro Experimental Universitario, Teatro de Ensayo Universitario), así como la homonimia con T.U. (Té-Ú), el término "teu" es sinónimo de compañía o grupo de teatro universitario en España y en algunas zonas de Hispanoamérica.
El programa de los primeros TEUs era muy similar al de La Barraca. Tratan de asumir la tradición española y la ruptura con la escena convencional. Gracias al paraguas del SEU los universitarios poco a poco acceden a locales de ensayo, materiales y hasta un fondo bibliográfico muy variado, no solo el permitido sino también a autores ajenos a la ideología y ortodoxia del régimen. Sin embargo aunque en un origen se propusiera un binomio de teu de distrito y teu itinerante, la realidad de los primeros años es que a censura condenaba a las obras a la función única y hasta los sesenta no se observan agrupaciones que hagan giras regulares por provincias.
El teatro universitario no conseguirá su propósito de regenerar el teatro profesional hasta la llegada de los grupos independientes, pero ya en los 50 será una tónica el adelantarse al teatro comercial a la hora de traer nuevas vanguardias y dramaturgias desde el extranjero y representar autores nacionales denostados por el régimen como García Lorca o Valle-Inclán. En la década de los sesenta y al tratar de aumentar el control por parte del gobierno por un lado y por las ansias de una mayor independencia por parte de los grupos, algunos de ellos comienzan a desligarse de la universidad y paulatinamente irán profesionalizándose. Esto daría pie al auge del teatro independiente, con singulares ejemplos como el Teatro Universitario de Murcia impulsado por César Oliva. 

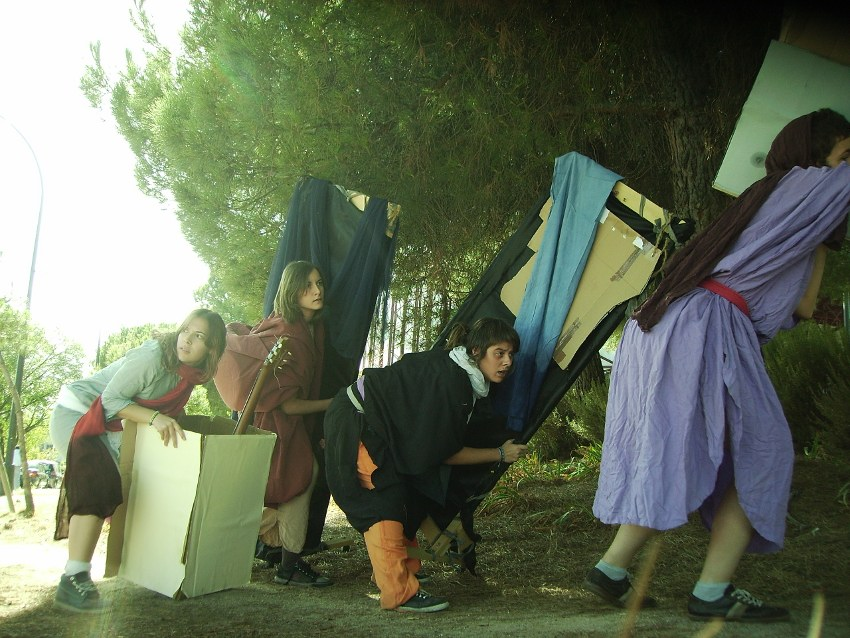
En los ochenta surgen las primeras Aulas; el Aula de la UAM es de 1983: Paseo por el amor y la muerte, basado en la película de John Huston, en 2009.

Con la llegada de la transición y la reconversión de la Universidad dentro de un contexto descentralizado se produce una reducción todavía mayor del número de grupos. A finales de los ochenta y principios de la década de los noventa prolifera la creación de aulas de teatro con diferentes modelos, financiación y objetivos de manera que su implantación y resultados son muy diversos. Sin embargo, la principal actividad que permitirá el asentamiento y consolidación de nuevos grupos será la institución de festivales o muestras de teatro, llegando el caso de la Muestra de Teatro Universitario de la Universidad Complutense que algunos años premió al grupo vencedor con pequeñas giras en Hispanoamérica.
Una de las iniciativas con las que el TU recupera el foco mediático es gracias a la iniciativa de Las Huellas de la Barraca organizada por la Sociedad Estatal de Conmemoraciones Culturales (más adelante renombrada como Acción Cultural Española AC/E) que comenzó en 2006 y realizó siete ediciones hasta 2012.

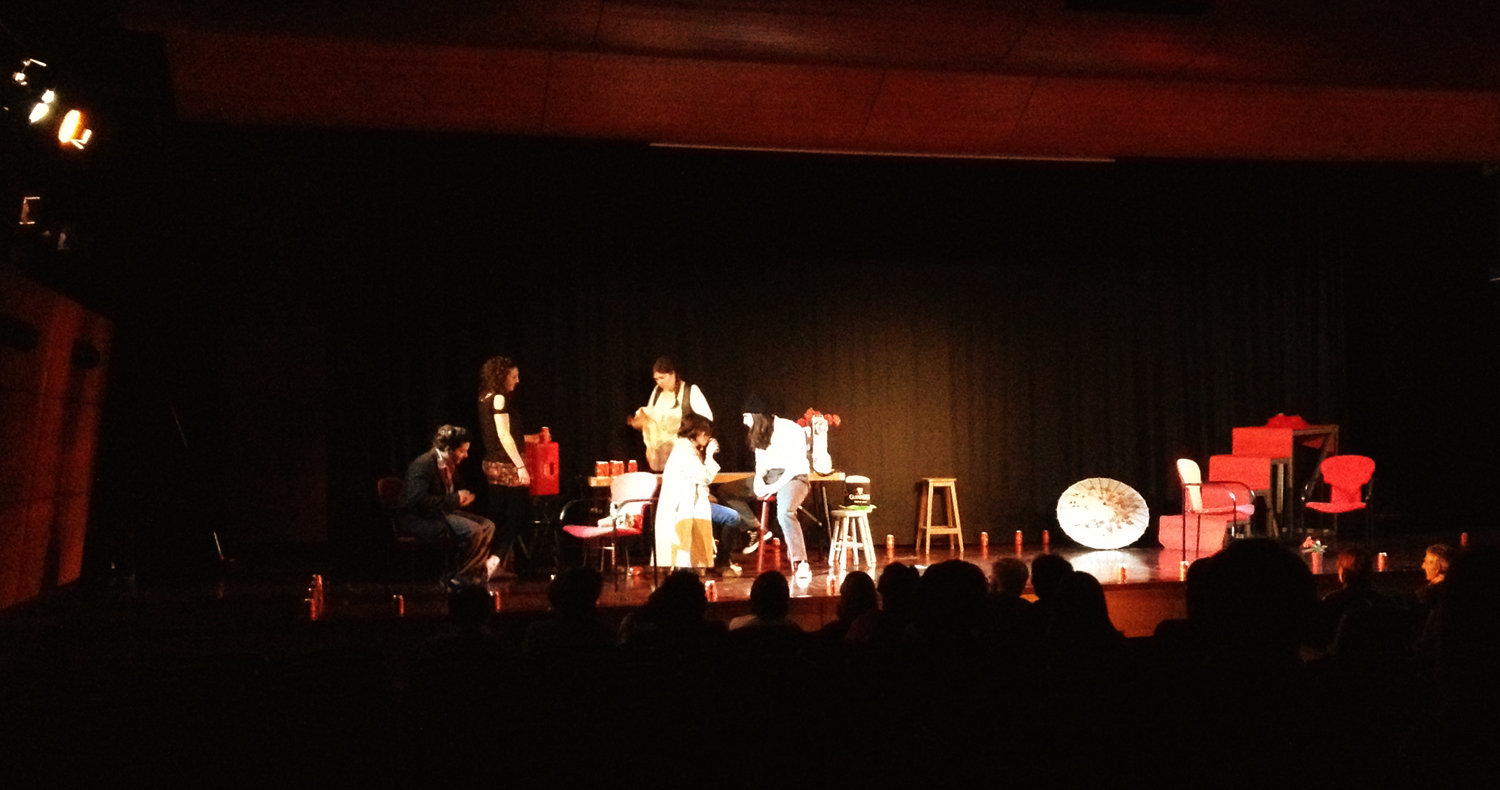
Els set contra Èsquil, de David Bo en el marco del "IV MUTIS" en 2013.

A partir de 2009 y con motivo de la recesión económica las Universidades reducirán sus partidas en cultura y actividades extracurriculares, cerrando algunas incluso la entera área de cultura. La falta de respaldo económico e institucional hará que algunos grupos y aulas desaparezcan por un lado, y por el otro que muchos teus por tener que buscar financiación y espacios fuera de las facultades acaben por aumentar el número de actividades y que estas trasciendan el recinto universitario. A resultas de este proceso aparecerán un nuevo tipo de festivales creados y organizados por grupos de teatro independientes como es el caso del Festival MUTIS en Barcelona en 2010 y el CUAL en Almagro en 2014. Gracias al trabajo en red de los grupos participantes se ha recuperado la Federación Española de Teatro Universitario en 2014.

### Teatro Universitario en Bolivia
Mientras en los primeros diez años del TEU predominaban las puestas en escena de textos dramáticos de la vanguardia europea, en los años 80 predominó la creación y dirección colectiva. En los 90, descolló la dramaturgia latinoamericana, y en los 2000 no hay predominio de algo en particular, sino una preferencia por textos dramáticos clásicos, de vanguardia europea y latinoamericana, de costumbrismo boliviano, creación colectiva y dramaturgia de autor; un miembro del grupo escribe para éste, a diferencia de la creación colectiva, en la que todos participan en la construcción del drama.

### Teatro Universitario en Chile
En la década de los años treinta el gobierno chileno apuesta por la construcción de estructuras estatales que respalden la cultura creando el Conservatorio de Música y la Escuela de Ballet, este impulso llegará a la Universidad en forma de realización de festivales y surgirán grupos en las carreras de Pedagogía, Bellas Artes, Leyes, Ingeniería y Medicina. La renovación teatral, la expansión del sector y la aparición de dramaturgos nacionales en la década de los cincuenta tendrá en el teatro universitario uno de sus principales pilares:
acontecimientos internacionales como la Guerra Civil Española y la Segunda Guerra Mundial, trajeron a Chile a compañías extranjeras -Margarita Xirgú, Louis Jouvet y el Ballet de Joss- encontraron en los jóvenes estudiantes terreno fértil.
El Teatro Experimental de la Universidad de Chile (TEUCH) nace el 22 de junio de 1941 cuando Pedro de la Barra plasma la idea nacida en marzo de ese año de crear un teatro de arte. De la Barra reúne a estudiantes del Instituto Pedagógico y estrena ese día, en el Teatro Imperio, dos obras breves: La guarda cuidadosa de Miguel de Cervantes y el esperpento Ligazón, de Ramón del Valle Inclán, esta última dirigida por José Ricardo Morales.
Este organismo provenía del Centro de Arte Dramático del Instituto Pedagógico (CADIP), fundado en 1934 por Pedro de la Barra, pero también se nutrió de un gran número de estudiantes españoles en el exilio que trajeron experiencias directas de La Barraca lorquiana como los hermanos Héctor y Santiago del Campo y de El Búho de Max Aub, como José Ricardo Morales.
Siguiendo los pasos de las misiones pedagógicas españolas, el grupo recorrió todo el país fomentando la aparición de nuevas agrupaciones en otras universidades: En 1945 surgió el Teatro de la Universidad de Concepción (TUC), en 1958 hizo aparición el grupo de Teatro de la Universidad Técnica del Estado (Teknos), el Teatro de la Universidad de Antofagasta (TEA) en 1962.
El TEUCH contribuyó a profesionalizar la carrera de actor en Chile. En 1959 el Teatro Experimental de la Universidad de Chile se fusionó con el Departamento de Teatro Nacional y en poco tiempo sufrió varios cambios de nombres: Instituto de Teatro de la Universidad de Chile (1959-1968), Teatro de la Universidad de Chile y Departamento de Teatro de la Universidad de Chile.
Tras el golpe de Estado de 1973, encabezado por el general Augusto Pinochet en contra del gobierno del socialista Salvador Allende, muchos de sus integrantes fueron expulsados y sufrieron la persecución del régimen militar; algunos partieron al exilio, mientras que otros comenzaron a trabajar por mantener compañías de teatro independientes.
En marzo de 1974 fue creado el Departamento de Artes de la Representación (DAR), que tuvo a su cargo la enseñanza, la investigación, la extensión y la creación artística del medio teatral. Actualmente el TEUCH se denomina Teatro Nacional Chileno y sigue siendo organismo dependiente de la Facultad de Artes de la Universidad de Chile, desarrollando sus actividades en la Sala Antonio Varas, en pleno centro de Santiago.

### Teatro Universitario en Costa Rica

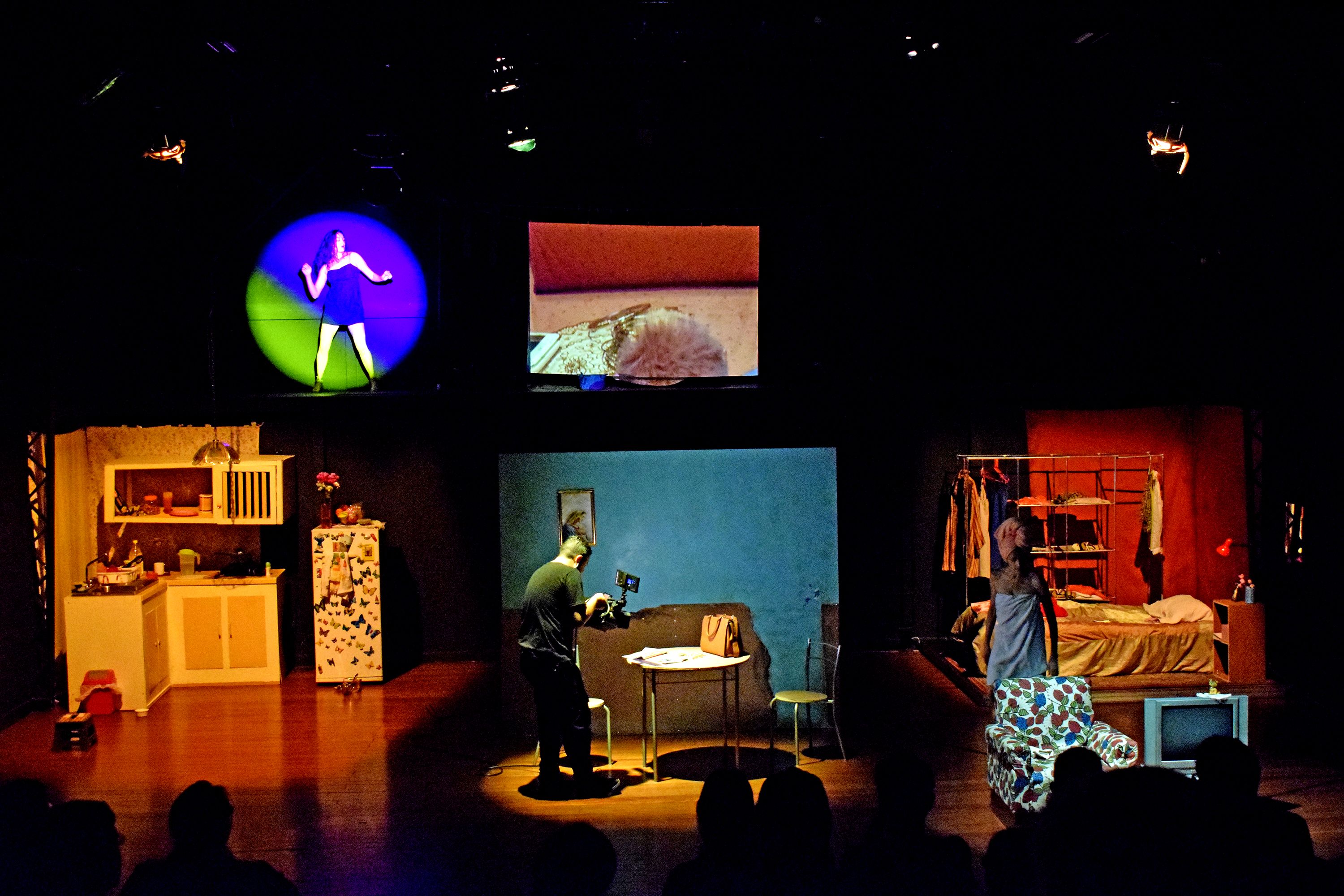
Caramelo, dramaturgia y dirección de Natalia Mariño para la Temporada del Teatro Universitario 2018, Costa Rica.

Rodrigo Facio Brenes -el que fuera docente y rector de la Universidad de Costa Rica, abogado y diputado constitucionalista en la Asamblea que redactó la Constitución de 1949- apostó por la renovación del teatro profesional en el seno de la Universidad. En 1950 surgirá el Teatro Universitario (TU) bajo la supervisión de actores españoles de la compañía Lope de Vega. El primer director será Luci Ranucci, le sucederá el costarricense José Tassies y ya en 1963 continuará bajo la batuta del dramaturgo Daniel Gallegos.
Continuará su actividad con estudiantes universitarios hasta 1970 cuando se crea la Escuela de Artes Dramáticas, a partir de entonces el Teatro Universitario montará sus obras con elencos, en su mayoría, integrados por estudiantes de artes escénicas. El TU ha suscitado la aparición de otros grupos como el Teatro de Cámara Arlequín y el Grupo Teatro de Bolsillo.
Además de participar en la "búsqueda de nuevas formas de expresión escénica y la transformación y renovación del lenguaje escénico" y traer directores y profesores extranjeros como invitados conserva asimismo la misión de llevar el teatro "a los sectores sociales que no tienen acceso al teatro del área metropolitana."

### Teatro Universitario en Cuba
En 1915 se tiene constancia de la creación de un efímero grupo de teatro estudiantil para la realización de clásicos españoles por parte del Dr. Salvador Salazar pero es gracias a la presencia de giras de Alejandro Casona con la Compañía Teatral Josefina Díaz-Manuel Collado en 1937 y 1939 sumadas al exilio de José Rubia Barcia que propició la primera Academia de Artes Dramáticas de Latinoamérica en 1940 lo que supuso un revulsivo para las artes escénicas del país. Uno de los profesores de la Academia, el profesor austríaco exiliado Ludwig Schajowicz, se convertirá en 1941 en el principal impulsor del primer grupo de teatro universitario: el Teatro Universitario de la Habana. José Rubia respaldará su creación y llegará a dirigir algunas de sus obras de repertorio español, mientras que Ludwig se encargará de dotar al grupo de una línea griega clásica inédita en el resto de universidades americanas.
Durante las décadas del 40 y del 50, el Teatro Universitario de La Habana, también conocido como TUC (Teatro universitario de Cuba) contribuyó eficazmente al auge del arte teatral en la isla. Del Seminario de Artes Dramáticas surgieron grandes figuras nacionales. Ludwing Shajowicz se mantuvo al frente del grupo desde su fundación hasta 1946. De 1946 a 1959 continuó al frente Luis Alejandro Baralt y de 1959 hasta 1978, Helena de Armas Ruibal, que pasó el testigo a Armando del Rosario Durán. El grupo, con más de doscientos montajes en su haber ha viajado tanto por el interior del país como por México, Guatemala, Estados Unidos, Italia, Venezuela y España.
Es importante recalcar que, a diferencia de otras aulas y grupos, actualmente el Teatro Universitario de La Habana cuenta con un repertorio estable de 8 piezas: La cantante calva de Eugene Ionesco, ¡Solavaya! de Rolando Rigali (Cuba), La obra de arte de Antón Chejov, Noches de amor efímero de Paloma Pedrero, Dos viejos pánicos de Virgilio Piñera (Cuba), Arte de Yasmina Reza, Santa Cecilia de Abilio Estévez, (Cuba), Cuentos y chismes del oficio de Enrique Jardiel Poncela.

### Teatro Universitario en Guatemala
La exiliada española María Solá de Sellarés inició en el Instituto Normal para Señoritas Belén un grupo teatral en 1945, al que en 1946 comenzaron a incorporarse varones procedentes de la vecina Universidad de San Carlos, núcleo del que partirá el que será el primer grupo oficial que se creó en 1948 con el nombre de Teatro de Arte Universitario (TAU) para dar salida el interés dramático que había entre los estudiantes de la Universidad. El TAU aunque en sus primeros años mantuviera una actividad muy básica por falta de que se le asignara presupuesto, funcionó como un aula de teatro impartiendo cursos de extensión universitaria sin carácter curricular. El reparto de los primeros años se centró en piezas de teatro clásico español y de dramaturgos como Pirandello y O'Neil.
En 1949 llegó a Guatemala el Teatro Universitario de Cuba, bajo la dirección de Ludwig Schajowicz. La influencia del TUC en el TAU será notable, sucediéndose las visitas e intercambios de estudiantes.
En 1952 aparece la Dirección General de Cultura y Bellas Artes y se promocionan las misiones teatrales. Para ello con parte del TAU surgirá la Compañía de teatro ambulante "Lope de Rueda" a imagen de La Barraca lorquiana, con un repertorio de obras cortas como los pasos de Lope de Rueda, algunos entremeses de Cervantes y piezas de Alejandro Casona. Estas misiones duran hasta 1954.
Durante la presidencia del Coronel Carlos Castillo Armas, los fondos de la Dirección General de Cultura y Bellas Artes pasaron de las misiones a promocionar festivales de teatro y a la fundación de la Escuela Nacional de Teatro.
El TAU tuvo su periodo de mayor actividad entre los años 1954 y 1958, uno de sus hitos más importantes fue ser seleccionado en la Primera Asamblea Mundial de Estudiantes realizada en Nigeria en 1957 para realizar una gira por Turquía, Italia, Alemania, Francia, Bélgica, Reino Unido, Noruega, Suecia y Portugal durante 1958.
Entre las características de esta compañía destacan la reivindicación y uso en sus montajes de la danza y música indígenas, así como el uso de escenarios circulares. También presentó obras en el Canal 8 de televisión.

### Teatro Universitario en Perú
Eduardo Navarro, director del TU de la Universidad de San Marcos creó la Federación Nacional de Teatro Universitario Popular en Perú. La FENATEPO durante los años 70 llegó a amalgamar a más de 50 grupos de teatro y organizó convenciones, festivales y plenarios como los de Chimbóte (1972), Arequipa (1973), Ayacucho (1974), Chiclayo (1975), Cajamarca (1976), Trujillo (1977) o Chimbóte (1978).

### Teatro Universitario en el mundo anglosajón

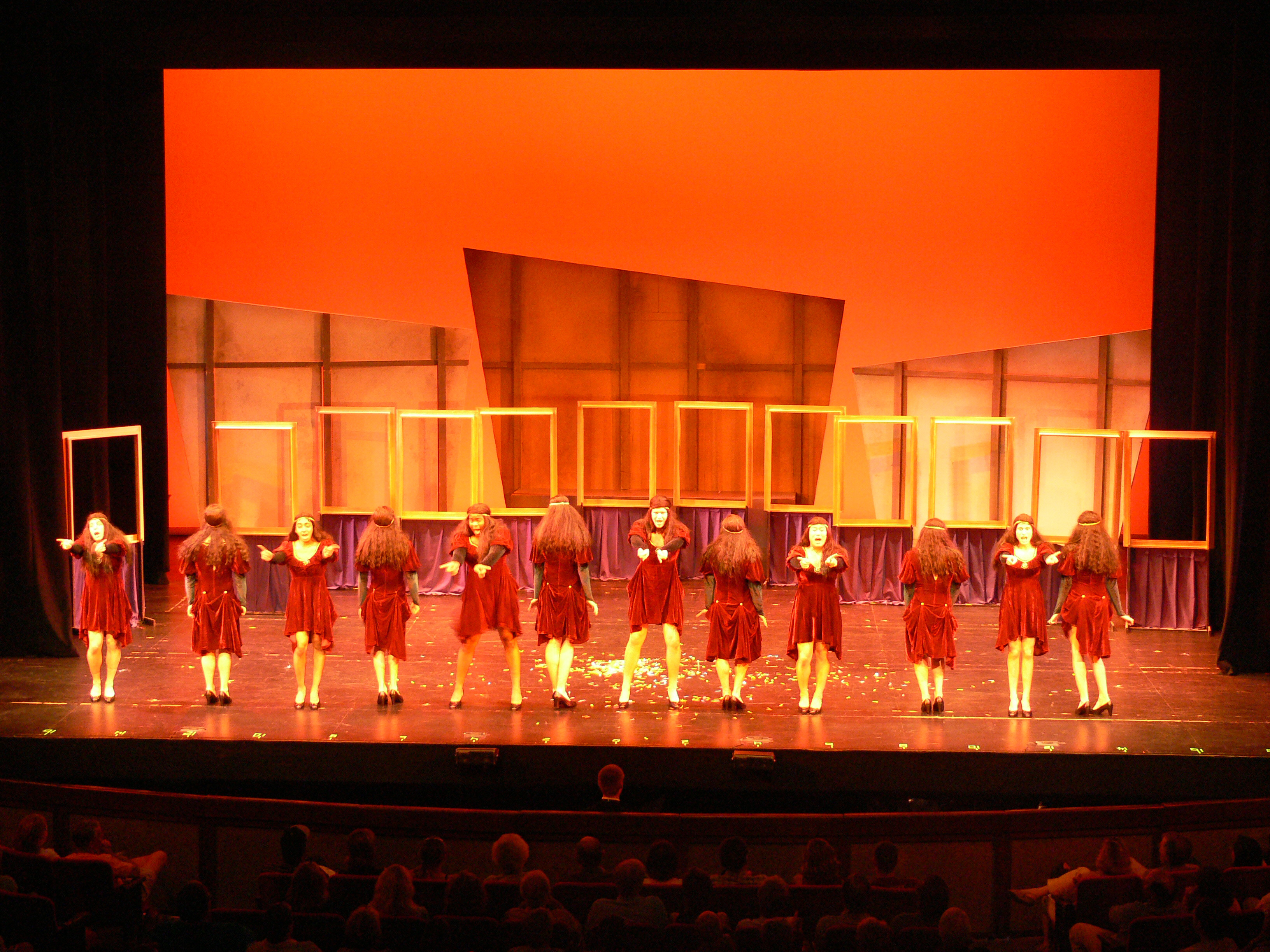
El Princeton Triangle Club en el musical Heist Almighty. McCarter Theatre, Princeton, en 2006.

Desde 1855 hasta nuestros días existe gran proliferación de asociaciones dramáticas en la órbita del mundo anglosajón principalmente en Inglaterra, Escocia, Canadá y Estados Unidos, sobre todo ligada a la estructura de campus, donde debido a la variedad acaban por tematizarse, ya sea por ejemplo centrándose en el mundo clásico greco-romano, un autor o vanguardia específicos o bien en la realización de musicales.
Además del Amateur Dramatic Club (ADC) de la Universidad de Cambridge creada en 1855 y la Oxford University Classical Drama Society (OUCDS) en 1879, de nuevo en Cambridge surgirá el Footlights Dramatic Club y el Cambridge Greek Play en 1883, esta última especializada en obras clásicas griegas, inició su andadura en 1883 con el montaje de Ájax de Sófocles.
Ese mismo año en EE. UU. echará a andar la Asociación Dramática de la Universidad de Princeton germen del Triangle Club quien desde 1891 es la más antigua compañía universitaria itinerante de musicales de EE. UU. y una de las pocas en el mundo que promociona espectáculos escritos por sus propios estudiantes.
En el caso de Escocia, en 1896 se fundó la Edinburgh University Drama Society, the EUTC y ya en el siglo XX, Aberdeen Student Show en 1921, especializada en teatro musical.
Otro ejemplo de tematización es la creación de la Marlowe Society de Cambridge en 1907. Por último, también aparecen asociaciones de temática vanguardista como el Experimental Theatre Club (ETC) creado en 1936 en Oxford.

## Teatro y Universidad

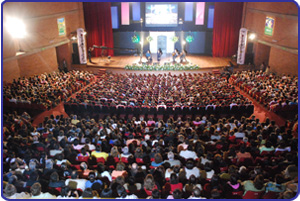
Interior del teatro universitario de la Universidad de Antioquía, Medellín (Colombia), durante una representación teatral.

Hoy en día existen tres encajes del teatro dentro de la universidad:
- Que se centralice en un aula o cátedra (con profesorado con experiencia en el teatro profesional) capaz de establecer cursos, talleres e incluso mantener una estructura que rivalice o haga las veces de centros superiores en arte dramático y por lo tanto otorgar titulaciones.
- Que se fomente una red de asociacionismo cultural que permita una mayor apropiación del hecho teatral por parte de los estudiantes, quienes son llamados a liderar sus propios proyectos. El método más usual es por medio de convocatorias de subvenciones, cesión de espacios y realización de festivales y muestras, impulsadas o bien por centros de manera independiente o bien coordinadas desde un Vicerrectorado de cultura o de extensión universitaria.
- Que se sienta al teatro como un elemento extraño a la universidad y no se respalde de manera eficiente, coordinada ni planificada.

Por supuesto debido a la independencia entre centros y la proliferación de universidades la mayoría de las realidades son una hibris de estos tres casos: en el caso de la UNAM de Méjico, sirve de escuela nacional de arte dramático y, por su tamaño, de principal cantera actoral de todo el país. En España hay un sistema de Aulas en las universidades menores y una red de asociacionismo en las universidades principales del país, pero en algunas universidades medianas como la de Santiago de Compostela convive un Aula en simbiosis con un rico y variado conjunto de grupos independientes.

### Espacios escénicos en la Universidad

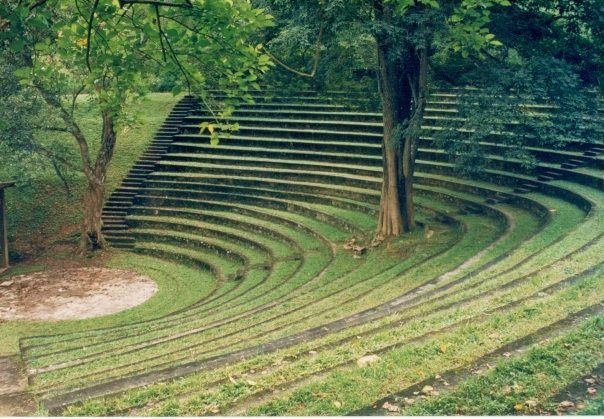
Teatro de Sarachchandra de la Universidad de Peradeniya, Sri Lanka.

En un origen se utilizaban los claustros universitarios pero a partir del siglo XVII, dependiendo del año de creación, la capacidad económica y la relevancia que tenga la cultura y, en específico, el teatro, existen espacios de mayor o menor capacidad, mejor o peor situación dedicados a las artes escénicas en campus y universidades.
Según su relación con su enorno pueden clasificarse en: 
- Teatros griegos: son aquellos con gradas concéntricas en pendiente  que carecen de techado enfrentadas a un escenario elevado.
- Edificios exentos: se trata aquellos teatros o salas escénicas que se les ha dado una relevancia tal que no están encabidos o adosados a ningún otro edificio.
- Edificios adosados: se apoyan en otros edificios por falta de espacio o por planificarse en una trama densa de edificios universitarios ya consolidada, pero manteniendo su independencia.
- Salas interiores: son aquellas salas teatrales o incluso grandes teatros que están encabidos en un edificio.

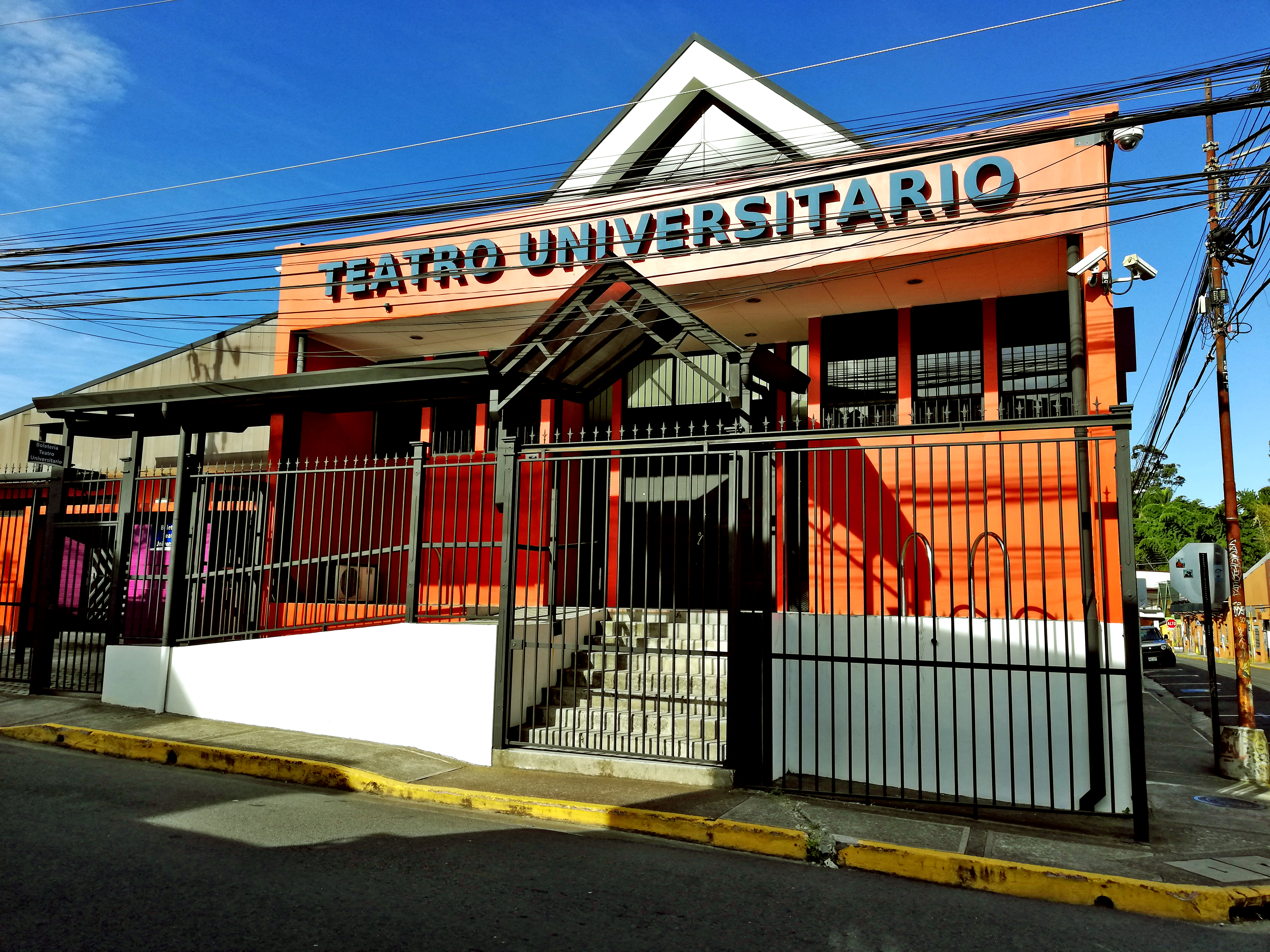
Teatro Universitario de la Universidad de Costa Rica, en San José.

Por su morfología y características se pueden clasificar en:
- Teatros a la italiana: son aquellas estructuras con división de platea y anfiteatro enfrentadas a un escenario elevado con caja escénica.
- Teatros circulares: son aquellos con una estructura similar al teatro griego pero techados, o bien completamente circulares con el escenario en el centro a modo de circo.
- Salas escénicas: son aquellas salas donde no hay una embocadura y las gradas por lo general se pueden conformar en varias posiciones diferentes o quitarse completamente.
- Salas polivalentes: se diferencian de las salas escénicas porque no es el teatro su principal o única función y, por lo tanto se pueden conformar para más usos como conciertos o conferencias.
- Salones de actos adaptables: son paraninfos, aulas magnas o salas de gran capacidad cuya principal función no es la teatral, pero que pueden programar obras de teatro.
- Aulas de Teatro: suelen ser salas escénicas de muy reducido tamaño y equipo técnico básico que, aunque puedan servir para exhibir su principal uso es dar clase, experimentar o hacer ensayos.

### Tipologías de grupos

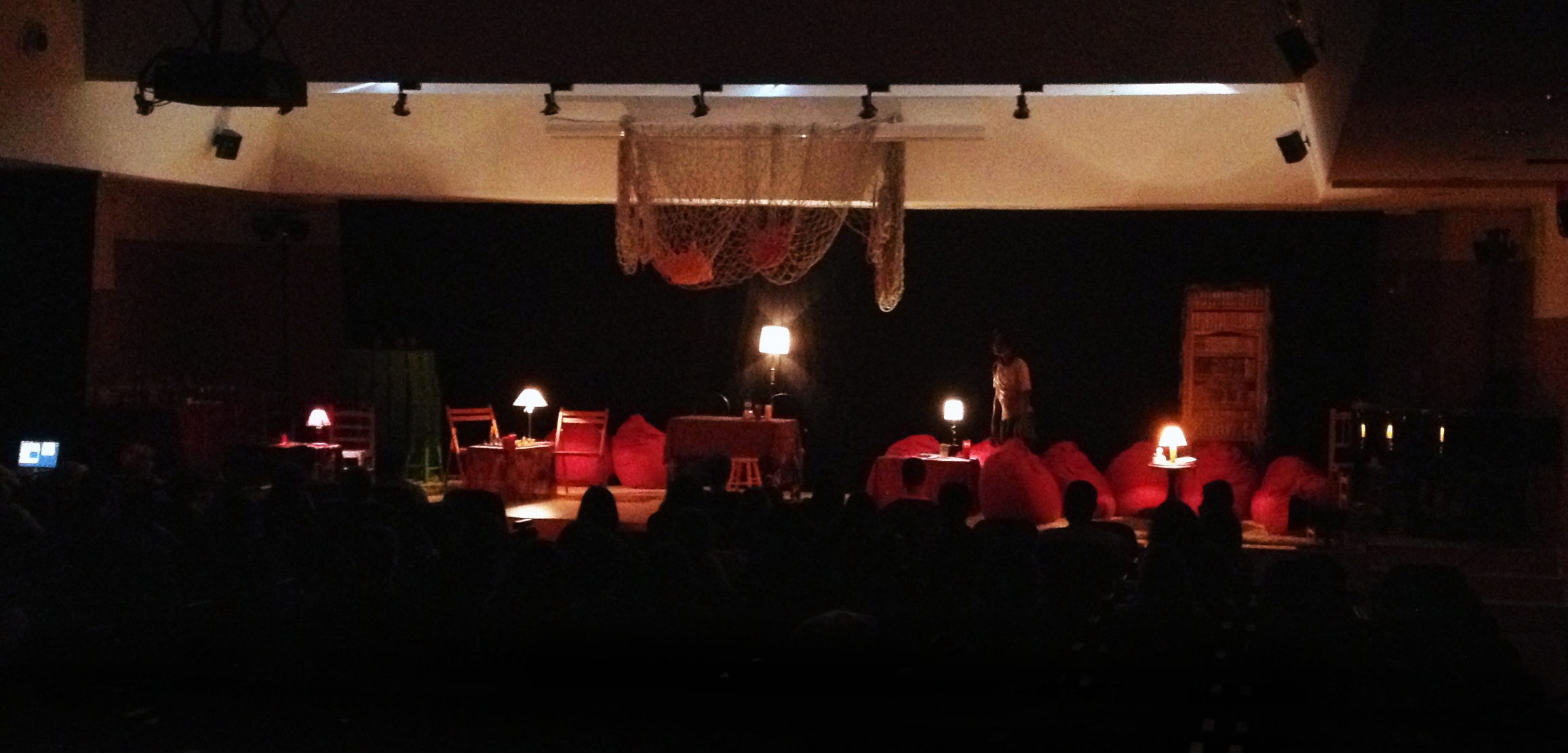
Aula de teatro de Orense durante la realización de Café Libertade, obra de su director Fernando da Costa, en el marco del V Festival MUTIS de 2014.

Existen muchas maneras de analizar y clasificar las agrupaciones según su composición, su origen, su temática, su vinculación con la Universidad, incluso por cómo se definen a ellas mismas al adoptar un nombre.

#### Clasificación por grado de vinculación con la universidad
- Aulas de Teatro Universitario y grupos oficiales. Son aquellas agrupaciones con un director profesional, una línea formativa y una programación condicionada por la propia universidad. Otros nombres que puede recibir son el de Grupo estable, Grupo experimental o Grupo oficial.
- Grupos independientes de T.U. El núcleo constitutivo lo componen estudiantes -habitualmente de un mismo centro- que tienen una cierta inquietud estética, o bien provienen de una asociación estudiantil previa. Tienen como referencia una facultad o una carrera en concreto donde consiguen espacios para ensayar y estrenar. Como asociación estudiantil pueden en algunas universidades recibir subvenciones. Se consideran independientes porque el grado de control y supervisión por parte de la universidad es débil y su producción y objetivos son elegidos según sus preferencias.
- Grupos de T.U. de Colegios Mayores. Similares a los grupos independientes pero tienen como nexo el pertenecer a una misma residencia de estudiantes o colegio mayor universitario, por lo que tales estudiantes son de carreras muy diferentes.

Los objetivos principales de estas agrupaciones son tres, pero destaca en el Aula el aprendizaje y perfeccionamiento de la técnica, en los grupos independientes destaca la representación y en el de los colegios mayores destaca el componente social.

#### Clasificación por estructura

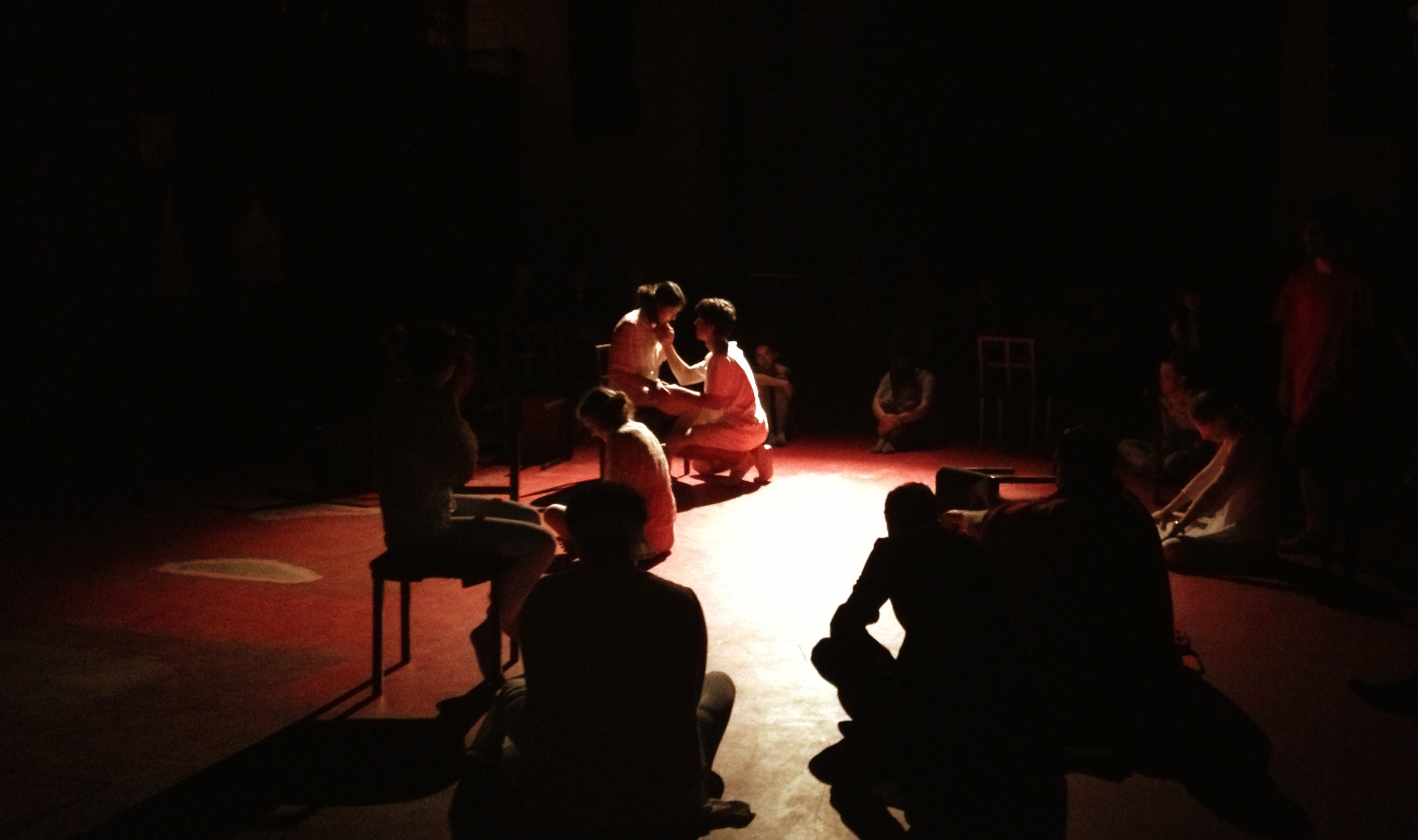
La sirena varada de Alejandro Casona por la compañía Caín Teatro -ejemplo de una compañía policéfala- en el Círculo de Arte de Toledo en 2016.

- Dirección externa. Grupos -habitualmente con una estructura pequeña- que requieren de una dirección externo para acometer sus montajes. Este caso suele darse en grupos con gran dependencia de la universidad para su continuidad o bien directamente Aulas de Teatro y/o sus grupos oficiales.

- Proyectos unipersonales. Suelen ser agrupaciones independientes con un/a profesor/a o profesional no remunerado/a al frente que dicta la línea a seguir y realiza las funciones de dirección. Suelen tener un tamaño similar al de un Aula de entre 8 y 15 componentes.

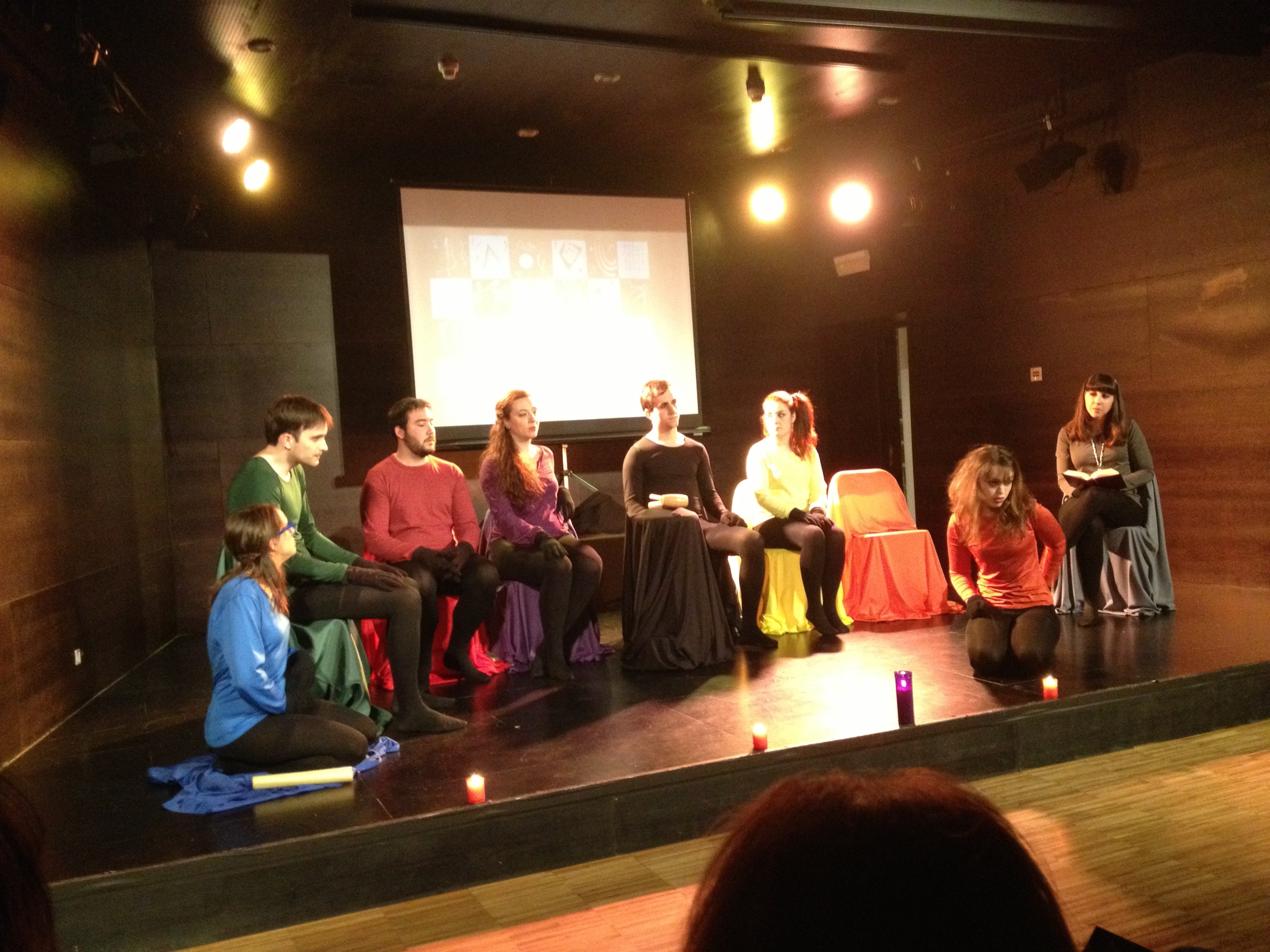
Las cortes de la muerte, de Lope de Vega. Interpretadas por TECU Teatro -Un ejemplo de proyecto unipersonal- en el marco del Festival MITEU de 2014.

- Compañías policéfalas. Al poder combinar varios proyectos a la vez suelen ser las que aglutinan un mayor número de personas, entre 15 y 50 (en algunos casos llegando sobrepasar la centena) ya que realizan entre dos y cuatro montajes por curso con diferentes directores. La dirección recae en los mismos estudiantes que van pasando el testigo incentivando así el relevo generacional. Se trata de compañías autogestionadas con una mayor participación democrática.

- Multicompañías. Se trata de un tipo de compañía policéfala en la que se fomenta que cada director cree su propia submarca sin que ésta sea independiente del todo, resultando finalmente una compañía matriz que lleva el peso administrativo y un conjunto de compañías unipersonales con nombre propio que se encargan de la parte artística, normalmente la producción de una obra por año. Estas sub-compañías al carecer de infraestructura legal y estar lideradas por estudiantes pueden estar abocadas a tener una vida efímera, pero resultan ser muy eficientes al producirse un gran intercambio y comunicación entre ellas.

#### Clasificación por origen
El origen de una agrupación teatral universitaria es variado, no suele ser fruto de un solo motivo. Por ejemplo en la génesis de La Barraca parte de una clara iniciativa o inquietud previa pero ésta surgió solo al ser refrendada por un organismo superior -el I Congreso de la Unión Federal de Estudiantes Hispanos (UFEH)- que la crea a modo de encargo.
- Por encargo. Es cuando desde un estamento de la Universidad o bien por mandato de un Congreso Universitario que se decide crear un grupo o aula de teatro designando o votando a unos responsables del proyecto.
- Por proyecto o oportunidad. Es cuando a instancias de un departamento o profesor que se crea un taller puntual o homenaje para el que es necesario juntar una serie de estudiantes y preparar una actividad de cara al público. A resultas del éxito de la convocatoria el grupo puede decidir continuar realizando actividades y convertirse en agrupación estable.
- Por convocatoria. Muchos grupos surgen en respuesta a una convocatoria de concurso o muestra de teatro en sus respectivas universidades.
- Por vivisección. A veces por desavenencias de un grupo, este implosiona dividiéndose en dos o más grupos. Debido a que muchas veces las desavenencias no solo son estéticas, la dinámica y resultados de los nuevos grupos es muy diferente.
- Por fusión. Algunas agrupaciones surgen por unión de dos grupos previos quienes para crecer (o por falta de infraestructura y recursos) aúnan esfuerzos.
- Por mímesis. Algunos grupos surgen por imagen o inspirados en otros grupos ya existentes o pasados. En algunos casos un estudiante de un grupo que viaja a otra ciudad a proseguir sus estudios crea un nuevo grupo al constatar que en la nueva universidad no existe ninguno o por deseo de continuar con la misma dinámica y actividad.
- Por recuperación o herencia. Algunos grupos resurgen en una escuela o facultad tras varios años de cese de actividad o actividad latente, a veces manteniendo el nombre, a veces con nombre nuevo.

#### Clasificación según el nombre adoptado para autodefinirse

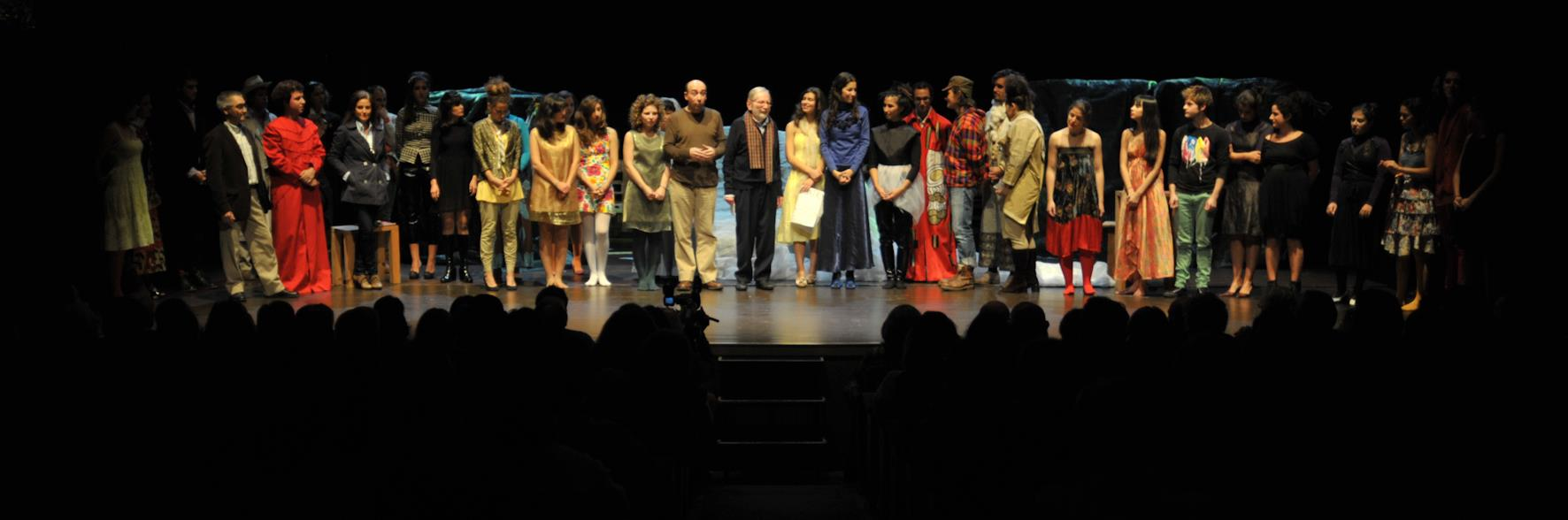
Conmemoración de los 30 años del TUT -Teatro Universitario de la Universidad Técnica de Lisboa- en noviembre de 2011.

No existe una normativa exacta por la que se tenga que regir un grupo a la hora de adoptar un nombre, es más, en la práctica suelen convivir con varios nombres o maneras de llamarse que son complementarias y determinan la idiosincrasia del grupo:
- Teatro Universitario. En la actualidad los grupos de teatro universitario tienden a constituirse con nombre propio, pero antiguamente carecían de él, incluso genéricamente se llamaban Teatro Universitario, de manera que fuera de sus ambientes no se sabía si el interlocutor se refería al sector en general, al salón teatral donde actuaban o al grupo de teatro en sí.
- TU o TEU + Procedencia. Para evitar la confusión se suele usar el nombre completo Teatro Universitario para referirnos al sector y un acrónimo (TU o TEU) seguido de la facultad de referencia o carrera del grupo -como por ejemplo T.U. de Medicina- cuando se quiere hablar de un grupo específico.
- Nombre propio en acrónimo. Muchos grupos usan entre dos y cuatro palabras con las que definir su procedencia, objetivo o idiosincrasia que por economía se presentan en forma de acrónimo: TECU[37] para Teatro Crítico Universal (de la Universidad de La Rioja), TUT para Teatro de la Universidad Técnica (de Lisboa)[38] o la ADC para el Amateur Dramatic Club (de Cambridge).
- Nombre propio compuesto o apocopado. Algunas agrupaciones que se definen con dos palabras en vez de darse a conocer con un acrónimo las unen, como es el caso de AulaScenica (de la Universidad de Barcelona), Malaestirpe (de la Universidad de Castilla-La Mancha) o Arrojoscénico (de la Universidad Juan Carlos Primero).
- Nombre propio con referencias al sector. Ya sea este un nombre con reminiscencias teatrales como Histrión (Ingeniería Informática de la UPM), un concepto como el de la Cuarta Pared (Ingeniería Industrial de la UPM), o una acción teatral como Mutis por el foro (Universidad de Navarra).
- Nombre propio con referencias a la carrera de los estudiantes. Por ejemplo Vaujaus en la Facultad de Arquitectura de Sevilla (por la importancia que tuvo la clase de teatro en la Bauhaus en la conformación de futuros arquitectos), o Bioteatre (Universidad de Barcelona) en referencia a la Facultad de Biología.
- Nombre en homenaje a un TU histórico o autor universal. Es el caso de El Barracón[39] (Ciencias de la Información de la UCM) o Viridiana Teatro (de la Universidad de Granada).

Algunos grupos según la oficialidad o lugar al que acudan pueden hacerlo bajo diferentes nomenclaturas, por ejemplo es el caso de Caín de la UPM quien se ha dado a conocer como Caín Teatro, Grupo de Teatro Caín y Aula de Teatro de Arquitectura.